# جرن المعمودية

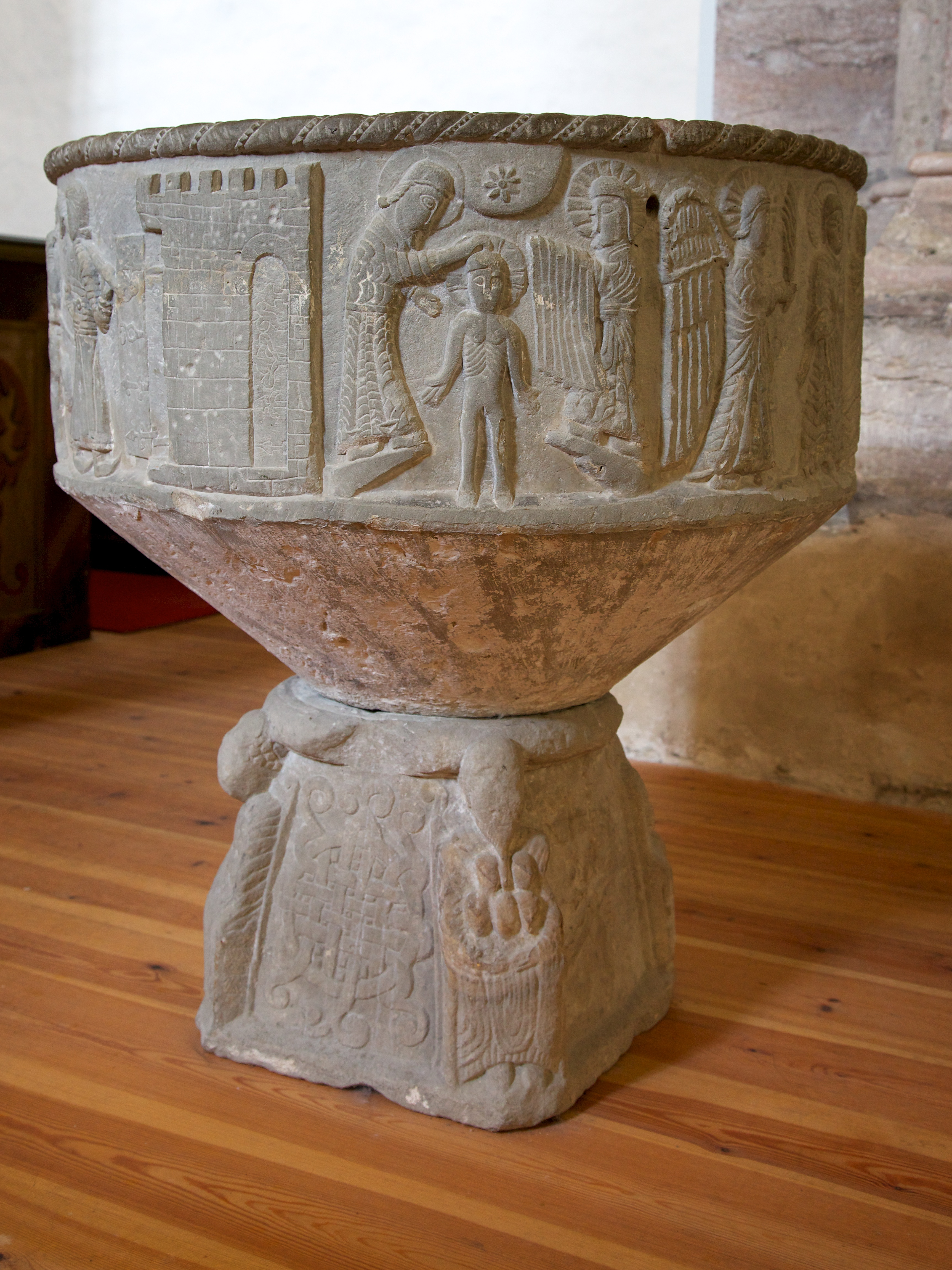
جرن معمودية رومي

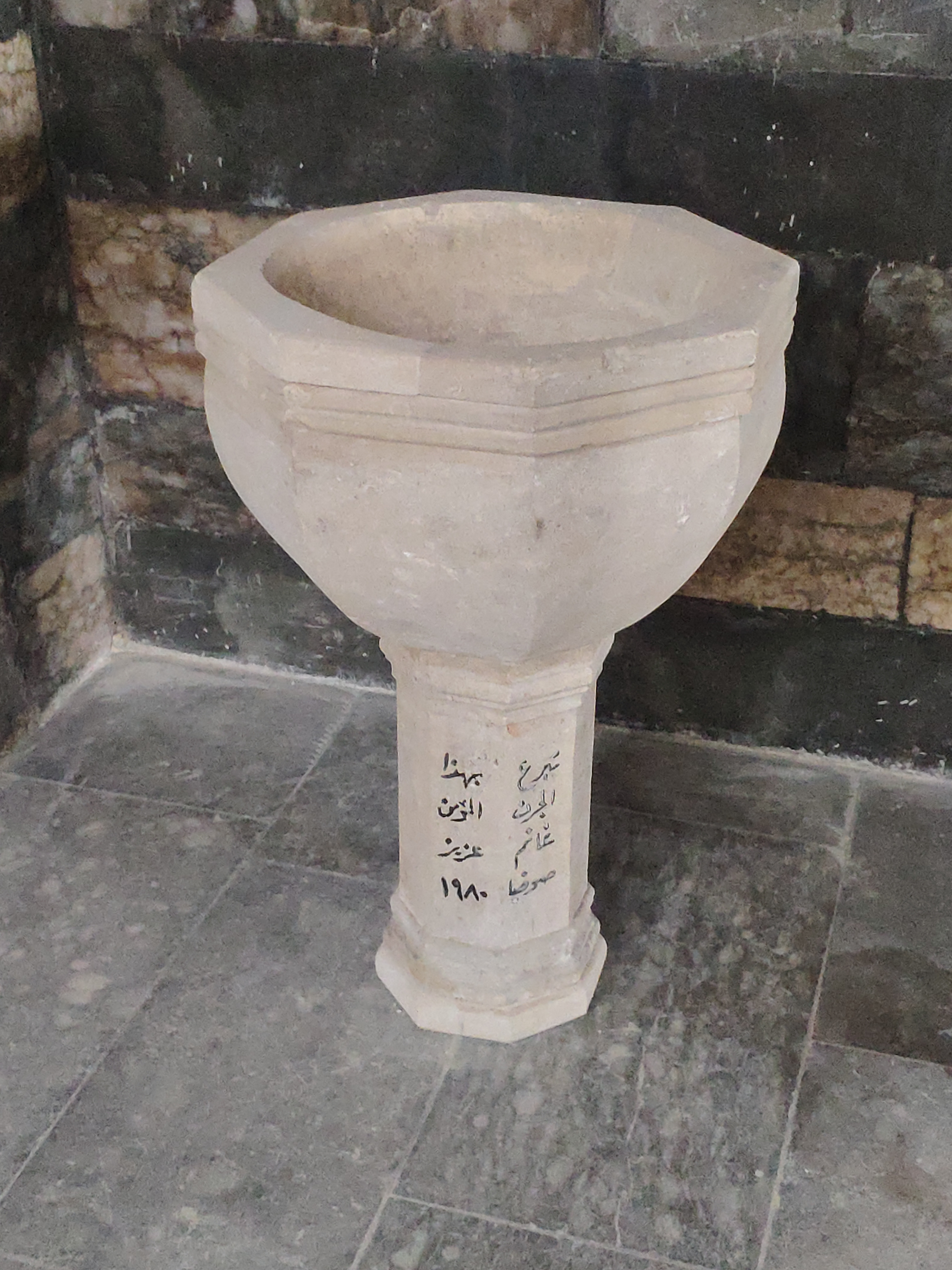
جرن معمودية - كنيسة مار توما، الموصل.

جرن المعمودية هو قطعة أثاث كنيسة تُستخدم في المعمودية.

## طالع أيضًا
- سربال العماد